# Михаил Ломоносов (судно)
Михаи́л Ломоно́сов — научно-исследовательское судно СССР — флагман научно-исследовательского флота Академии наук Украинской ССР в 1960—1980-х годах.

## Постройка
Судно было спроектировано по инициативе и под руководством академика Василия Владимировича Шулейкина на судоверфи Neptun Werft в Ростоке, ГДР. В качестве прототипа были использованы чертежи грузового судна «Коломна» Балтийского морского пароходства. Заложено в ноябре 1956 и спущено на воду в сентябре 1957 года, после чего было подчинено Морскому гидрофизическиому институту Академии наук СССР, с 1961 года — Академии наук УССР.

## Проведённые исследования
Ведущая роль в исследованиях Атлантического океана в течение 10 лет, с 1957 по 1966 г., принадлежит НИС Морского гидрофизического института АН СССР (впоследствии АН УССР) «Михаил Ломоносов».
Уже в первом рейсе в ноябре-декабре 1957 г. экспедицией на этом судне в северо-восточной части Атлантического океана было установлено, что в осенне-зимний период слой океана до 700 м состоит из хорошо перемешанных вод, приносимых Гольфстримом, а придонные слои заполнены холодными водами (с отрицательными температурами), формируемыми в Норвежском и Гренландском морях.
Во всех последующих 17 рейсах «Михаила Ломоносова» в течение упомянутого выше десятилетия были получены крупные научные результаты, сделан ряд важных открытий. Среди них выявление взаимосвязи процессов, протекающих в водной среде Северной Атлантики, с циркуляцией атмосферы в Северном полушарии. Выполненный гидрологический разрез по меридиану 30° з. д. от Гренландии до южного тропика, пересекающий все важнейшие струи Атлантических течений, позволил получить новые данные о Гольфстриме, Антильском, Северо-Атлантическом, Экваториальном и Канарском течениях.
Обработка материалов, полученных в 1957—1959 гг. в период изучения центров действия атмосферы над Северной Атлантикой и её взаимодействия с подстилающей поверхностью океанов, позволила сделать широкие обобщения, успешно используемые многими странами при составлении прогнозов, необходимых для обеспечения морского промысла и судоходства.
В 1960 г. НИС «Михаил Ломоносов» впервые произвёл исследование Гольфстрима в зимний период. В Саргассовом море была измерена самая высокая прозрачность в Мировом океане — 64,5 м. Летом того же года вблизи западной границы Гвинейского залива обнаружено глубинное экваториальное противотечение, названное именем Ломоносова. Течение шириной около 300 км и скоростью 4 узла переносит 35 млн м³ воды в секунду и является одной из основных составляющих циркуляции всего Атлантического океана.
В 1962 г., работая вместе с судами Министерства рыбного хозяйства «Олонец» и «Звезда», экспедиция на НИС «Михаил Ломоносов» осуществила постановку буйковой станции на глубине 6800 м. Наблюденные скорости глубинных течений свидетельствуют о том, что для перемешивания глубинных вод с поверхностными в ряде случаев требуется существенно меньше времени, нежели считавшиеся ранее 300 лет, то есть для захоронения радиоактивных отходов, период полураспада которых составляет примерно 150 лет, нельзя использовать районы больших глубин океана.
В 1963—1964 гг. «Михаил Ломоносов» принимал активное участие в международной экспедиции «Эквалант», в которой были выполнены магнитометрические съемки, наблюдения течений, химические и радио химические наблюдения. В 18-м рейсе НИС «Михаил Ломоносов» осуществил передачу по радио результатов наблюдений за течениями в береговой центр-Институт кибернетики АН Украины- для их обработки на ЭВМ «Днепр».
За 10-летний период экспедициями на НИС «Михаил Ломоносов» собран обширный материал наблюдений, который позволил изучить многие физико-химические и биологические процессы, происходящие в толще океана и в атмосфере. Среди научных руководителей экспедиций следует отметить ученых А. Г. Колесникова, Г. Г. Пономаренко, А. А. Иванова, В. А. Леднева, В. К. Агенорова, С. С. Войта, Н. К. Ханайченко, Б. А. Нелепо, А. П. Метальникова. Участниками экспедиций были ученые и специалисты Института океанологии Академии наук, Института биологии южных морей, Института кибернетики, Государственного океанографического института, Всесоюзного научного института рыбного хозяйства и океанографии, Арктического и антарктического научно-исследовательского института, Ленинградского гидрометеорологического института, а также многие иностранные ученые.
В 1997 году судно было продано на слом в Индию.